# Totò, Peppino e la... malafemmina
Totò, Peppino e la... malafemmina is een Italiaanse film van Camillo Mastrocinque die werd uitgebracht in 1956.
Deze komedie was een van de meest succesrijke Italiaanse films in het Italiaanse filmseizoen 1956-1957.

## Verhaal
Antonio Caponi en zijn broer Peppino zijn grondbezitters op het platteland rond Napels. Ze wonen samen met hun zus Lucia, een weduwe met een zoon, Gianni, die geneeskunde studeert aan de Universiteit van Napels. Antonio, de oudste broer, is nog viriel, erg gewiekst en heel dominant, zeker naar de naïeve, niet erg snuggere Peppino toe. Hij geeft graag (andermans) geld uit maar is oneerlijk want hij steelt geld van zijn gierige en spaarzame broer.
In Napels maakt hun neef Gianni kennis met Marisa, een knappe balletdanseres die deel uitmaakt van een revuegezelschap. Hij wordt dolverliefd op haar. Zij beantwoordt al gauw zijn gevoelens. De dertienjarige dochter van Gianni's hospita is ook verliefd op Gianni. Wanneer zij merkt dat Gianni 's avonds een chic geklede dame op zijn kamer heeft ontvangen schrijft ze een anonieme brief naar Gianni's moeder. Die is in alle staten als ze leest dat haar zoon zijn tijd verspeelt met een slechte vrouw en zijn studies verwaarloost.
Een buurman van de familie Caponi vertelt hen dat hij Gianni in Napels heeft ontmoet en dat hij het revuemeisje is gevolgd naar Milaan waar het gezelschap de optredens voortzet. Lucia Caponi en haar broers besluiten naar Milaan te reizen om Gianni te redden uit de handen van de slechte vrouw.

## Rolverdeling
| Acteur             | Personage                                                           |
| ------------------ | ------------------------------------------------------------------- |
| Totò               | Antonio Capone                                                      |
| Peppino De Filippo | Peppino Capone                                                      |
| Teddy Reno         | Gianni                                                              |
| Dorian Gray        | Marisa Florian                                                      |
| Vittoria Crispo    | Lucia Capone, de moeder van Gianni en de zus van Antonio en Peppino |
| Mario Castellani   | Mezzacapa, de buurman van de Caponi's                               |
| Nino Manfredi      | Raffaele, de vriend van Gianni                                      |